# Marco Donadel
Marco Donadel (Conegliano, Provincia de Treviso, Italia, 21 de abril de 1983) es un exfutbolista y entrenador italiano que jugaba de centrocampista. Actualmente dirige interinamente al CF Montréal.

## Trayectoria

### Como jugador
Donadel empezó su carrera futbolística en las categorías inferiores del AC Milan, hasta que en 2000 pasó a formar parte de la primera plantilla del club. El 4 de marzo de 2001, hizo su debut en el primer equipo al entrar como sustituto de Andrés Guglielminpietro en el minuto 78 de un partido de Serie A en casa contra el Parma. Habiendo disputado sólo cuatro apariciones, fue cedido al Lecce en julio de 2002.
En junio de 2003, Donadel fue vendido al Parma en un acuerdo de copropiedad por €2 millones. (Con el 50% de los derechos de Roberto Massaro, el Milan los adquirió por €2 millones ). El acuerdo le permitió al Milan obtener una ganancia de €3,897 millones.En junio de 2004, el Milan recompró el 50% de sus derechos por €800.000 con un contrato de cuatro años. En la temporada 2004-05, fue cedido a la Sampdoria de forma gratuita y finalmente a la Fiorentina en enero de 2005, por €200.000.
Tras un exitoso préstamo de media temporada con la Fiorentina, fue fichado de forma permanente por €1,2 millones con un contrato de cuatro años. En la temporada 2005-06, fue titular indiscutido con el entrenador Cesare Prandelli. En junio de 2007, le ofrecieron un nuevo contrato hasta junio de 2011.
El 23 de junio de 2011, fichó por el Napoli, firmando un contrato de cuatro años. Durante su primera temporada con los napolitanos jugó sólo un partido, debido a problemas musculares y a una intervención quirúrgica. La temporada siguiente totalizó trece presencias: cuatro en la liga, una en Copa Italia y ocho en la Liga Europea.El 2 de septiembre de 2013, fue cedido a préstamo al Hellas Verona, donde jugó 23 partidos y marcó un gol. El 1 de septiembre de 2014, el Napoli rescindió su contrato con un año de antelación.
En diciembre de 2014, fichó para el Montreal Impact. Permaneció en Canadá durante 3 temporadas y el 23 de junio de 2018 rescindió su contrato con el club y se retiró del fútbol profesional.

### Selección nacional
Donadel fue capitán de la selección sub-21 de Italia entre 2004 y 2006 y ganó la Eurocopa Sub-21 de 2004, con un total de 31 partidos y un gol. Además, ganó una medalla de bronce con Italia en los Juegos Olímpicos de Atenas 2004.

### Como entrenador
Tras retirarse como futbolista, Donadel regresó a la Fiorentina para quedar a cargo de los equipos sub-16 y sub-17 y más tarde como asistente técnico en el primer equipo de Cesare Prandelli y Giuseppe Iachini. En septiembre de 2019, obtuvo la licencia de entrenador UEFA A tras asistir al curso de Coverciano. El 17 de diciembre de 2021, fue contratado como segundo entrenador de Paolo Vanoli en el Spartak de Moscú.
El 11 de abril de 2023, fue contratado como entrenador del Ancona, en ese momento séptimo en el Grupo B de la Serie C, en reemplazo del despedido Gianluca Colavitto. El 23 de octubre, fue despedido de su cargo tras una serie de malos resultados.
El 30 de diciembre de 2024, fue contratado por el CF Montréal como asistente técnico del Laurent Courtois. En marzo de 2025, fue designado al frente del primer equipo de manera interina luego del despedido del entrenador francés.

## Clubes

### Como jugador
| Club                | País   | Año       |
| ------------------- | ------ | --------- |
| A. C. Milan         | Italia | 2000-2002 |
| U. S. Lecce         | Italia | 2002-2003 |
| Parma F. C.         | Italia | 2003-2004 |
| U. C. Sampdoria     | Italia | 2004-2005 |
| A. C. F. Fiorentina | Italia | 2005-2011 |
| S. S. C. Napoli     | Italia | 2011-2013 |
| Hellas Verona F. C. | Italia | 2013-2014 |
| Montreal Impact     | Canadá | 2015-2018 |

### Como entrenador
| Club        | País   | Año           |
| ----------- | ------ | ------------- |
| Ancona      | Italia | 2023          |
| CF Montréal | Canadá | 2025-presente |

## Palmarés

### Como jugador

#### Campeonatos nacionales
| Título         | Club            | País   | Año     |
| -------------- | --------------- | ------ | ------- |
| Copa de Italia | S. S. C. Napoli | Italia | 2011-12 |

## Títulos
- 1 Eurocopa sub-21 (Selección italiana sub-21, 2004)
- Medalla de bronce en fútbol en los Juegos Olímpicos de Atenas 2004

### Distinciones honoríficas
- Caballero Orden al Mérito de la República Italiana (27 de septiembre de 2004).[20]